# Ko Lan
Ko Lan (en tailandés: เกาะล้าน) es una de las islas orientales del litoral de Tailandia.
Ko Lan es la mayor de las "islas cercanas", frente al sur de Pattaya. Se encuentra en el extremo SE de la Bahía de Bangkok, en la parte oriental del Golfo de Siam. Administrativamente Ko Lan pertenece al distrito Bang Lamung, provincia de Chonburi.
Ko Lan se encuentra a 8 km de la costa más cercana y tiene unos 4 km de longitud. Es una isla montañosa, cubierta de bosques tropicales bajos, su punto más alto alcanza 205 metros y hay un templo budista en la cima de la montaña.